# دهستان زردشت
دهستان زردشت یکی از دهستان‌های بخش پیشخور شهرستان فامنین در استان همدان ایران است. این دهستان در بخش پیشخور قرار دارد و براساس سرشماری مرکز آمار ایران در سال ۱۳۹۰، جمعیت آن ۵۹۵۰ نفر (در ۱۵۹۱ خانوار) بوده‌است.